# Pierre Valcke
Pierre Jules Charles Valcke (ur. 25 listopada 1884 w Ostendzie, zm. 30 grudnia 1940 w La Rochelle) – belgijski hokeista na trawie na igrzyskach w Antwerpii 1920. Wraz z drużyną zdobył brązowy medal.